# Ministère de la Défense nationale (Colombie)
Le ministère de la Défense Nationale (espagnol : Ministerio de Defensa Nacional) est le ministère colombien qui s'occupe de la sécurité nationale et des forces armées colombiennes.

Armée Nationale Colombienne

Il est responsable de l'armée nationale, de la marine nationale de l'armée de l'air et de la police nationale.

Marine Nationale Colombienne

Armée de l'air

Police Nationale Colombienne